# Hesperantha malvina
Hesperantha malvina är en irisväxtart som beskrevs av Peter Goldblatt. Hesperantha malvina ingår i släktet Hesperantha och familjen irisväxter. Inga underarter finns listade i Catalogue of Life.